# Oasi naturale Abetina di Selva Grande
L'Oasi naturale Abetina di Selva Grande è un'area naturale protetta dell'Abruzzo istituita nel 1996. È una delle Oasi delle Abetine gestite dal WWF Italia e si trova nel comune di Castiglione Messer Marino in provincia di Chieti.

## Territorio
Il parco si estende per 550 ettari.
La zona, situata totalmente in territorio montano, si sviluppa tra il Monte Fischietto ed il Monte Castelfraiano, in cui raggiunge la culminazione massima. L'altitudine va dai 1000 m del letto del fiume Sinello che qui nasce, ai 1415 metri della vetta. L'oasi è suddivisa in tre parti: la zona dell'abete, la faggeta e la zona pascolo.
Quest'ultima nel medioevo era parte integrante del feudo di Lupara, il cui lascito è palesato dai resti del castello che dà nome al monte, ossia il Castelfraiano, nonché dal convento dei Minori Conventuali, del cui complesso rimane oggi solo la Chiesa di Santa Maria del Monte. L'importanza ti tale feudo per l'economia di Castiglione è testimoniata inoltre dal fatto che per questi territori passava il tratturo Ateleta-Biferno.

## Flora
La flora è identica a quella dell'Abetina di Rosello di cui pare essere una prosecuzione naturale, nonché limitrofa. L'abetina è formata da abete bianco, talvolta misto a faggio ed altre specie come acero (acero di Lobelius), tasso, tiglio, frassino maggiore, l'olmo montano, il carpino montano, il cerro, il nocciolo, il sorbo montano, croco, scilla, sigillo di Salomone, l'aquilegia.

## Fauna
- Uccelli. Varie specie di picchi, l'astore, il nibbio reale, lo sparviero, la poiana, l'allocco, lo sparviero notturno, il fringuello, il ciuffolotto, il regolo, il fiorrancino e varie specie di cince.[4]
- Mammiferi. L'animale simbolo della riserva[5], nonché primo per importanza, è senza dubbio il Lupo, la cui ininterrotta presenza in questi territori ha dato nome alla contrada Lupara. Presenti inoltre esemplari di gatto selvatico, martora, cinghiale, tasso, cervo e capriolo.[5]
- Anfibi. Salamandra dagli occhiali, salamandra pezzata.[4]